# Clarence Angier
Clarence Victor Angier (Atlanta, 12 dicembre 1853 – Atlanta, 4 marzo 1926) è stato un golfista statunitense.

## Carriera
Angier partecipò al torneo individuale di golf ai Giochi olimpici di Saint Louis 1904, in cui giunse settantaduesimo.